# Jaroslav Šíp
Jaroslav Šíp (24. listopadu 1930 – 6. listopadu 2014) byl československý basketbalista, trenér a sportovní funkcionář. Je zařazen na čestné listině zasloužilých mistrů sportu.
Byl rozehrávačem a tvůrcem hry reprezentačního družstva Československa, se kterým se zúčastnil Olympijských her 1952 a pěti Mistrovství Evropy, na nichž získal třikrát stříbrnou a jednu bronzovou medaili. Na Mistrovství Evropy 1953 byl nejlepším střelcem Československa se 118 body v 10 zápasech. Za reprezentaci Československa celkem odehrál 111 zápasů v letech 1951 až 1959.
S týmy Slavia Praha Pedagog, Slovan Orbis Praha a ÚDA Praha byl v letech 1952 až 1959 jako hráč pětkrát mistrem a dvakrát vicemistrem Československa, jako trenér Slavie VŠ Praha v letech 1974 až 1980 sedmkrát mistrem a dvakrát vicemistrem Československa.
Za Slovan Orbis Praha hrál dvakrát v Poháru evropských mistrů, v roce 1960 se probojovali až do semifinále, kde podlehli vítězi poháru ASK Riga. Jako trenér vedl tým Slavia VŠ Praha ve 12 ročnících evropských basketbalových pohárů. Největším úspěchem byla v roce 1966 účast ve finále a v letech 1970 a 1971 postup až do semifinále Poháru evropských mistrů a účast ve světovém Interkontinentálním poháru klubů v září 1970, kde Slavia VŠ Praha skončila na čtvrtém místě. V letech 1966–1968 byl trenérem italského ligového klubu Candy Bologna.
Od roku 1990 byl funkcionářem Asociace ligových klubů a od roku 1992 předsedou sekce basketbalové ligy žen. V roce 2001 v anketě o nejlepšího českého basketbalistu dvacátého století skončil na 8. místě. V roce 2006 byl uveden do Síně slávy České basketbalové federace.

## Sportovní kariéra

### Hráč klubů
- 1950–1951 Sokol Žižkov, 2× 3. místo
- 1951–1953 Slavia Pedagog Praha, 2. místo (1952), 7. místo (1953)
- 1953–1956 ÚDA Praha, 3× mistr Československa (1954, 1955, 1956)
- 1956–1964 Slovan Orbis Praha, 2× mistr Československa (1957, 1959), 1× 2. místo (1958), 1× 3. místo (1961), 2× 4. (1960, 1962), 2× 5. (1963, 1964)

Úspěchy:
- 8. místo v anketě o nejlepšího českého basketbalistu dvacátého století
- 1. liga basketbalu Československa: celkem 10 medailových umístění: 5× mistr Československa (1954–1957, 1959), 2× 2. místo (1952, 1958), 3× 3. místo (1950, 1951, 1961)
- evropské basketbalové poháry
- Pohár evropských mistrů (Slovan Praha Orbis): 2× účast (1958, 1960), v roce 1960 postup až do semifinále (vyřazeni vítězem poháru ASK Riga)

### Hráč reprezentace Československa
Olympijské hry
- 1952 Helsinki, 10. místo z 23 národních týmů, celkem 32 bodů ve 3 zápasech

Mistrovství Evropy
- 1951 Paříž (88 bodů/3 zápasy), 1953 Moskva (118/10), 1955 Budapest (101/10), 1957 Sofia (105/10), 1959 Istanbul (41/7), na pěti ME celkem 453 bodů ve 40 zápasech
- 3× 2. místo (1951, 1955, 1959), 1× 3. místo (1957), 1× 4. místo (1953)

### Trenér
- 1964–1966 Slavia VŠ Praha, 2× mistr Československa (1965, 1966)
- 1966–1968 Candy Bologna, Itálie
- 1969–1971 Slavia VŠ Praha, 2× mistr Československa (1970, 1971)
- 1972–1979 Slavia VŠ Praha, 1× mistr Československa (1974), 2× 2. místo (1973, 1976), 2× 3. místo (1975, 1978), 4. místo (1979)
- 1980–1985 Slavia VŠ Praha, 2× mistr Československa (1981, 1982), 2× 6. místo (1983, 1984), 9. místo (1985)
- v československé basketbalové lize jako trenér 7× mistr Československa, 2× vicemistr a 2× 3. místo
- evropské klubové poháry: s týmem Slavia VŠ Praha 7× start v Poháru evropských mistrů (1966 – 2. místo po prohře až ve finále se Simmenthal Olimpia Miláno 72:77, 1970 a 1971 – semifinále, 1973 a 1975 – čtvrtfinálová skupina; účast v letech 1982, 1983), 3× v Poháru vítězů pohárů (1976; 1977 – čtvrtfinálová skupina, 1978), 2× v Koračově poháru (1979 – čtvrtfinálová skupina, 1981)

### Funkcionář
- 1990–1992 v Československé basketbalové federaci člen vedení Asociace ligových oddílů v Československé basketbalové lize
- od 1992 předseda sekce žen v Asociaci ligových klubů České basketbalové ligy žen